# Murra (Nicaragua)
Murra è un comune del Nicaragua facente parte del dipartimento di Nueva Segovia.